# Cal State Monterey Bay Otters

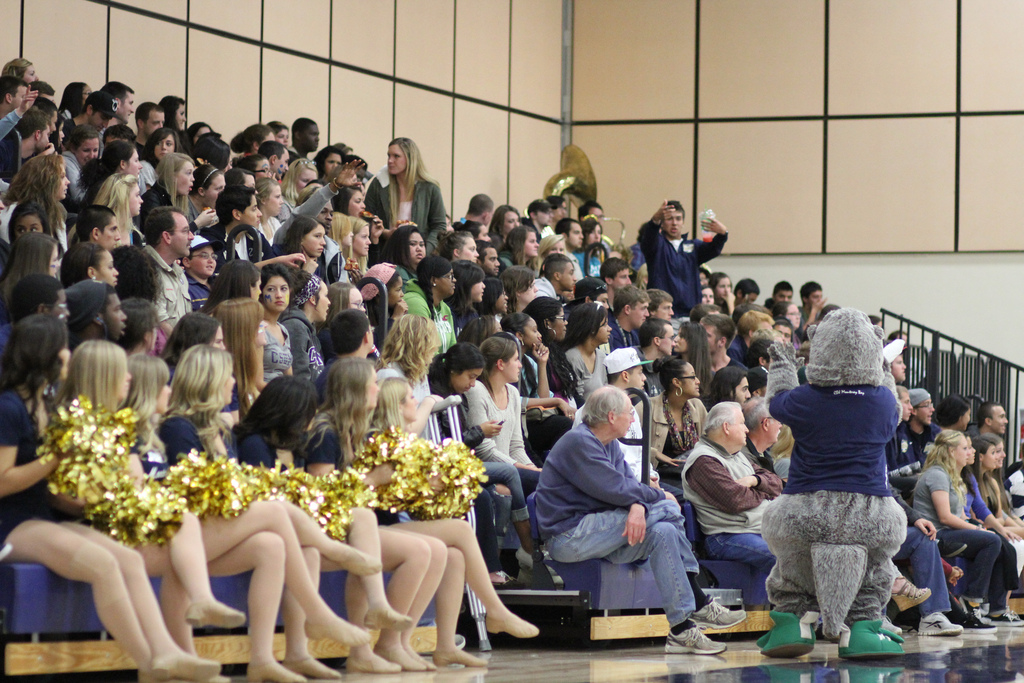
Público y animadoras en The Kelp Bed.

Cal State Monterey Bay Otters, también conocidos como CSUMB Otters (español: las Nutrias de la Estatal de California, Monterey Bay) es el nombre de los equipos deportivos de la Universidad Estatal de California, Monterey Bay, situada en Seaside, California. Los equipos de los Otters participan en las competiciones universitarias organizadas por la NCAA, y forman parte desde 2004 de la CCAA.

## Programa deportivo
Las Nutrias compiten en 5 deportes masculinos y en otros 8 femeninos:
| - Masculino - Baloncesto - Fútbol - Béisbol - Cross - Golf | - Femenino - Baloncesto - Fútbol - Voleibol - Cross - Atletismo - Softball - Golf - Waterpolo |

## Instalaciones deportivas
- Otter Sports Center, también conocido como The Kelp Bed, es el pabellón donde disputan sus competiciones los equipos de baloncesto y voleibol. Tiene una capacidad para 1.000 espectadores y fue inaugurado en 1998.[1]

- CSUMB Soccer Complex es el estadio donde disputan sus encuentros el equipo de fútbol. Fue construido en 2000.[2]